# 查德·林博格
查德·林博格（Chad Tyler Lindberg，1976年11月1日—）是美國的一位演員。他最著名的作品包括混亂之子和邪惡力量等電視劇。